# 史上最強ベストヒットアニメ紅白歌合戦'98
『史上最強ベストヒットアニメ紅白歌合戦'98』（しじょうさいきょうベストヒットアニメこうはくうたがっせんきゅうじゅうはち）は、1998年12月29日（火曜） 18:30 - 20:54 （日本標準時）にフジテレビ系列局で特別番組として放送された音楽バラエティ番組である。

## 内容
アンケートの集計結果とカラオケでのリクエストを基にした、人気アニメソングや人気特撮主題歌の上位30曲を紹介。「女の子アニメ」の歌い手は「紅組」に、「男の子アニメ」の歌い手は「白組」に付いて歌合戦を繰り広げた。歌手・声優を問わず、可能な限りそのオリジナル曲を歌った本人に歌唱してもらっており、顔出しをあまりしない徳光由香（後の徳光由禾）も出演して歌った。ただし、当時既に芸能界を引退していた子門真人の歌など、実現が不可能になっているものについてはテレビサイズの最後のパートを流すに留まった。なお、13位に選ばれた「海のトリトン」のヒデ夕樹もオファーを受け、本人も出演に乗り気だったが、その年の12月8日に他界し、出演は実現しなかった。

## 紹介された・歌われた曲
曲名と歌手名は、番組で紹介されたタイトルあるいは番組で歌った歌手の名前である。そのため、表記がオリジナル曲のデータと異なるものも一部ある。
| 紅組                           | 紅組                   | 紅組               |      | 白組                     | 白組                        | 白組                           |
| 番組名                         | 曲                     | 歌手               | 順位 | 番組名                   | 曲                          | 歌手                           |
| ------------------------------ | ---------------------- | ------------------ | ---- | ------------------------ | --------------------------- | ------------------------------ |
| キューティーハニーF            | キューティーハニー     | SALIA              | 30位 | 秘密戦隊ゴレンジャー     | 進め!ゴレンジャー           | 佐々木功、堀江美都子           |
| 夢のクレヨン王国               | ン・パカマーチ         | 徳光由香           | 29位 | 遊☆戯☆王                 | 渇いた叫び                  | FIELD OF VIEW                  |
| ドクタースランプ               | Hello, I love you      | YURIMARI           | 28位 | キン肉マン               | キン肉マンGo Fight!         | 串田アキラ                     |
| 魔法使いサリー                 | 魔法使いサリー         | 朝川ひろこ         | 27位 | 忍者ハットリくん         | 忍者ハットリくん            | 堀絢子                         |
| あらいぐまラスカル             | ロックリバーへ         | 山野さと子         | 26位 | ハクション大魔王         | ハクション大魔王            | 嶋崎由理                       |
| あずきちゃん                   | 素敵な君               | RAZZ MA TAZZ       | 25位 | デビルマン               | デビルマンのうた            | 十田敬三、ボーカル・ショップ   |
| 美少女戦士セーラームーンSuperS | ムーンライト伝説       | アニメタルレディー | 24位 | 学級王ヤマザキ           | ヤマザキ一番!               | 山崎邦正                       |
| キテレツ大百科                 | お料理行進曲           | YUKA               | 23位 | 金田一少年の事件簿       | 君がいるから…               | 西脇唯                         |
| ベルサイユのばら               | 薔薇は美しく散る       | 鈴木宏子           | 22位 | しましまとらのしまじろう | スキップステップアイランド  | 南央美                         |
| ムーミン                       | ねぇ!ムーミン          | 藤田淑子           | 21位 | ウルトラマンガイア       | ウルトラマンガイア!         | 田中昌之                       |
| ちびまる子ちゃん               | おどるポンポコリン     | ManaKana           | 20位 | Bビーダマン爆外伝        | きっと明日は晴れるから      | 河合美智子                     |
| うる星やつら                   | ラムのラブソング       | アニメタルレディー | 19位 | 機動戦士ガンダムII       | 哀戦士                      | 井上大輔                       |
| リボンの騎士                   | リボンの騎士           | 前川陽子           | 18位 | クレヨンしんちゃん       | オラはにんきもの            | しんちゃん                     |
| 花の子ルンルン                 | 花の子ルンルン         | 堀江美都子         | 17位 | 新世紀エヴァンゲリオン   | 残酷な天使のテーゼ          | 高橋洋子                       |
| エースをねらえ!                | エースをねらえ!        | 大杉久美子         | 16位 | いなかっぺ大将           | 大ちゃん数え唄              | 天童よしみ                     |
| 魔女っ子メグちゃん             | 魔女っ子メグちゃん     | 前川陽子           | 15位 | 科学忍者隊ガッチャマン   | ガッチャマンの唄            | 子門真人、コロムビアゆりかご会 |
| ふしぎな島のフローネ           | 裸足のフローネ         | 潘恵子             | 14位 | パーマン                 | きてよパーマン              | 三輪勝恵                       |
| キャッツ♥アイ                  | CAT'S EYE              | Z-1                | 13位 | 海のトリトン             | 海のトリトン                | ヒデ・夕木                     |
| もののけ姫                     | もののけ姫             | 米良美一           | 12位 | バビル2世                | バビル2世                   | 水木一郎                       |
| プリンプリン物語               | プリンプリン物語       | 石川ひとみ         | 11位 | キャプテン翼             | 燃えてヒーロー              | 沖田浩之                       |
| 昆虫物語 みなしごハッチ        | みなしごハッチ         | 嶋崎由理           | 10位 | 銀河鉄道999              | 銀河鉄道999                 | 佐々木功                       |
| ひみつのアッコちゃん           | ひみつのアッコちゃん   | 堀江美都子         | 9位  | 仮面ライダー             | レッツゴー!! ライダーキック | 子門真人                       |
| それいけ!アンパンマン          | アンパンマンのマーチ   | ドリーミング       | 8位  | 名探偵コナン             | 運命のルーレット廻して      | Z-1                            |
| サザエさん                     | サザエさん             | 宇野ゆう子         | 7位  | 北斗の拳                 | 愛をとりもどせ!!            | 田中昌之                       |
| アタックNo.1                   | アタックNo.1           | 大杉久美子         | 6位  | あしたのジョー           | あしたのジョー              | 尾藤イサオ                     |
| アルプスの少女ハイジ           | おしえて               | ドリーミング       | 5位  | マジンガーZ              | マジンガーZ                 | 水木一郎                       |
| ドラえもん                     | ドラえもんのうた       | 山野さと子         | 4位  | ドラゴンボールZ          | CHA-LA HEAD CHA-LA          | 影山ヒロノブ                   |
| タッチ                         | タッチ                 | 岩崎良美           | 3位  | ルパン三世               | ルパン三世のテーマ          | 桑野信義                       |
| キャンディ・キャンディ         | キャンディ・キャンディ | 堀江美都子         | 2位  | ポケットモンスター       | めざせポケモンマスター'98   | 松本梨香                       |
| となりのトトロ                 | となりのトトロ         | 井上あずみ         | 1位  | 宇宙戦艦ヤマト           | 宇宙戦艦ヤマト              | 佐々木功                       |